# Philodromus lepidus
Philodromus lepidus là một loài nhện trong họ Philodromidae.
Loài này thuộc chi Philodromus. Philodromus lepidus được John Blackwall miêu tả năm 1870.